# Stormslag
Stormslag er et dansk Industrial/Metal-band, som portrætteres i en række udsendelser på DR2. De fik massiv omtale, da et af afsnittene viste en skrift på væggen, hvorpå der stod: "Dræb de Kristne". Kristne organisationer krævede efterfølgende programrækken om bandet fjernet.
Stormslag består af guitarist/bassist Tao Turéll, vokalist Jim Christensen og trommeslager Jens Peter Simonsen.
I øvrigt er Tao Turéll en nevø til den afdøde danske forfatter Dan Turéll.